# Saison 3 d'Umbrella Academy
Chronologie
Saison 2 Saison 4
Cet article présente le guide des épisodes de la troisième saison de la série télévisée américaine Umbrella Academy publiée le 22 juin 2022 sur Netflix.

## Distribution

### Acteurs principaux
- Elliot Page (VF : Jessica Monceau) : Vanya/Viktor Hargreeves (Numéro 7)
- Tom Hopper (VF : Bertrand Nadler) : Luther Hargreeves (Numéro 1)
- David Castañeda (VF : Stéphane Fourreau) : Diego Hargreeves (Numéro 2)
- Emmy Raver-Lampman (VF : Flora Brunier) : Allison Hargreeves (Numéro 3)
- Robert Sheehan (VF : Donald Reignoux) : Klaus Hargreeves (Numéro 4)
- Aidan Gallagher (VF : Benjamin Bollen) : Cinq Hargreeves (Numéro 5)
- Justin H. Min (VF : Julien Crampon) : Ben Hargreeves (Numéro 6)
- Ritu Arya (VF : Sandra Valentin) : Lila Pitts
- Colm Feore (VF : Frédéric Cerdal) : Sir Reginald Hargreeves

### Acteurs récurrents et invités
- Jordan Claire Robbins (VF : Jessie Lambotte) : Grace Hargreeves / Maman
- Callum Keith Rennie : Harlan Cooper / Lester Pocket
- Kate Walsh (VF : Marie-Ève Dufresne) : « La gestionnaire » / La directrice de La Commission
- Adam Godley (VF : Yann Guillemot) : Phinneus Pogo
- Marin Ireland (VF : Ingrid Donnadieu) : Sissy Cooper
- Yusuf Gatewood (VF : Franck Sportis) : Raymond Chestnut
- Justin Cornwell : Marcus Hargreeves (Numéro 1 des Sparrow)
- Jake Epstein : Alphonso Hargreeves (Numéro 4 des Sparrow)
- Cazzie David : Jayme Hargreeves (Numéro 6 des Sparrow)
- Javon Walton : Stanley
- Julian Richings : Chet Rodo